# Härskarödlor
Härskarödlor eller arkosaurier (vetenskapligt namn: Archosauria, nylatin för "ärkeödlor") är en orankad grupp av kräldjur som omfattar krokodildjuren samt många utdöda djurgrupper, bland annat (övriga) dinosaurier, flygödlor och Aetosauria. Även fåglar kan räknas hit under dinosaurierna, och de enda kvarlevande djuren under gruppen Avemetatarsalia och tillsammans med krokodildjuren de enda kvarlevande härskarödlorna. De första härskarödlorna uppkom för cirka 300 miljoner år sedan, och deras storhetstid började strax efter att de däggdjurslika reptilerna kraftigt försvagades i massdöden som ägde rum övergången mellan perm-trias. De äldre arkosaurierna dominerade bland landlevande djur fram tills det att dinosaurierna utvecklats och tog över den dominerande rollen i mitten av trias.[källa behövs] Arkosaurierna bildade även vattenlevande varelser och flygödlor, som kom att dominera luften fram till dess att fåglarna utvecklats till fullo.

## Utmärkande egenskaper
Många av arterna i gruppen arkosaurier (inklusive dinosaurierna) besatt en rad egenskaper som gjorde dem framgångsrika under rådande levnadsförhållanden. Bland dessa egenskaper fanns en upprätt kroppshållning, vilket gör det möjligt att förflytta sig snabbt och energieffektivt över stora avstånd. Andningsapparaten var bättre på att utvinna syre ur inandningsluften jämfört med andra landlevande djur. Denna egenskap var av särskild betydelse strax efter massdöden i samband med övergången mellan perm-trias då syrehalten i atmosfären plötslig sjönk från ca 30% till bara 15%. Arkosaurierna kunde klara sig på mycket små mängder med vatten och kunde därför lättare överleva i ett klimat där det var ont om vatten. Klimatet i stora delar av den dåtida superkontinenten Pangaea var varmt och torrt som en följd av att regn inte nådde de inre delarna av kontinenten. Avståndet från kusten var på många ställen helt enkelt för långt för att regnbärande moln kunde nå dessa avlägsna områden.
Yngre medlemmar av djurgruppen saknar tänder på gommen. Deras hjärta består av fyra delar. En gallblåsa saknades.

## Klader
- Crurotarsi
  - Aetosauria †
  - Krokodildjur
  - Phytosauria †
  - Rauisuchia †
- Avemetatarsalia
  - Ornithodira
    - Dinosaurier (där fåglarna räknas in och är de enda kvarlevande)
    - Flygödlor †